# Martín González (calciatore 1994)
Richard Martín González Lamas, noto semplicemente come Martín González (3 giugno 1994), è un calciatore uruguaiano, difensore del Boston River.

## Caratteristiche tecniche
È un difensore centrale.

## Carriera
Ha esordito fra i professionisti il 13 settembre 2014 disputando con il Canadian l'incontro di Segunda División Profesional perso 2-0 contro il Villa Teresa.